# VfR Aalen
VfR Aalen är en tysk fotbollsklubb från Aalen i Baden-Württemberg. Herrarnas seniorlag spelar i Regionalliga Südwest.
En sportklubb som existerade sedan 1912 och som även hade en sektion i gymnastik delades 1921 vad som gäller som startpunkt för den självständiga fotbollsklubben. Herrlaget nådde redan 1950/51 andra divisionen i den västtyska proffsfotbollen men gästspelet varade bara en säsong.
Sedan 2008 (i samband med inrättningen av Tysklands 3. Liga) spelar VfR Aalen åter som proffslag. Vid slutet av säsongen 2011/12 hamnade Aalen på andra platsen vad som kvalificerade laget för 2. Bundesliga. Aalen försvarade platsen med en 9:e plats efter säsongen 2012/13.